# Phillip Mango
Pour les articles homonymes, voir Mango.
Phillip Mango, né le 28 août 1995 à Auki aux Îles Salomon, est un footballeur international salomonais jouant en tant que gardien de but au Central Coast.

## Biographie

### En club
Né dans la Province de Malaita aux Îles Salomon, dans son pays natal, il devient champion de S-League en 2016 avec le Marist FC. Grâce à ce titre de champion, le gardien de but joue son premier match de Ligue des champions de l'OFC 2017 contre le Rewa FA. Son équipe s'impose quatre buts à deux,,. Les Salomonais sont placés dans le groupe D en compagnie des Tahitiens de l'AS Tefana, des Vanuatais de l'Erakor Golden Star et des Fidjiens du Rewa FA. Deuxième du groupe avec une victoire, un nul et une défaite, le club ne passe pas l'écueil du premier tour,.
La saison suivante, Mango s'engage avec le Kossa FC. Pendant la S-League de 2017-2018, le Kossa FC termine à la troisième place. Cela s'avérera insuffisant pour se qualifier pour la Ligue des champions de l'OFC 2018. 
En 2018, il signe aux Solomon Warriors. Il gagne la S-League en 2018. En Ligue des champions de l'OFC 2019, les Solomon Warriors sont placés dans le groupe D avec les Néo-Zélandais d'Auckland City, les Néo-Calédoniens de l'AS Magenta et les Cookiens du Tupapa Maraerenga,. Troisième avec une victoire et deux défaites, le club ne passe pas la phase de groupes.
Un an plus tard, il part pour Central Coast, club nouvellement créé. Central Coast est l'une des trois équipes qui fait ses débuts cette saison là en S-League. Sous la houlette de l'entraîneur Jacob Moli, celui-ci le recrute ainsi que des joueurs comme Densly Geseni, Javin Wae, Philip Ropa ou William Komasi. Le 9 août 2020, il dispute son premier match en championnat avec ce club face au Malaita Kingz. À l'extérieur, l'équipe gagne le tout premier match de son histoire par un but à zéro. Avec celui-ci, le Salomonais remporte la S-League en 2021. Lors de la Ligue des champions de l'OFC 2022, son club atteint les demi-finales où il perd deux buts à zéro contre Auckland City.
En 2023, auteur d'une bonne saison, il remporte le Gant d'or, prix récompensant le meilleur gardien de S-League.

### En sélection
Il joue un match avec les moins de 17 ans face aux Tonga lors du Tournoi qualificatif de l'OFC des moins de 17 ans 2011. Lors de cette rencontre, il remplace Jerry Misimake à la 55e minute de jeu. Sa sélection gagne très largement par quinze buts à zéro.
Il fait ses débuts en équipe nationale à l'âge de 20 ans en mars 2016, lors d'une rencontre amicale contre la Papouasie-Nouvelle-Guinée. Son équipe s'impose deux buts à zéro.
En mai 2016, il est sélectionné par Moses Toata pour participer à la Coupe d'Océanie 2016. Pendant ce tournoi, les Îles Salomon s'arrêtent en demi-finales, battus deux buts à un par la Papouasie-Nouvelle-Guinée.
En juin 2024, il figure dans la liste des 23 joueurs salomonais retenus par Jacob Moli pour participer à la Coupe d'Océanie 2024,.

## Palmarès

### En club
|  | Marist FC - S-League: - Champion : 2016 Solomon Warriors - S-League: - Champion : 2018 Central Coast - S-League: - Champion : 2021 |